# Aresa
Aresa (belarusiska: Арэса) är ett vattendrag i Belarus. Det ligger i den centrala delen av landet, 170 kilometer sydost om huvudstaden Minsk.
I omgivningarna runt Aresa växer i huvudsak blandskog. Runt Aresa är det glesbefolkat, med 14 invånare per kvadratkilometer.